# 閩語
閩語（びんご）は、中国語の七大方言の一つであり、シナ・チベット語族、シナ語派の言語の一つあるいは一群である。中華人民共和国の福建省、広東省東部及び西南部、海南省、浙江省南部、中華民国、シンガポール共和国、マレーシア、タイ及び各国の華僑・華人の一部の間で使用される。中でも福建省が主地域であるため、狭義の福建語は福州語を指す。それに対して、広義の福建語は福建省各地の方言を指す。推定使用人口は7000万人程度である。閩語の各方言の差異は大きく、しばしば会話に支障がでるため、別々の言語とすることもある。

## 系統
中国のシナ語派の諸言語は、国単位での分布があること、同系の共通語である普通話が存在すること、漢字という共通の正書法が存在することなどから、伝統的には中国語（漢語）という単一言語とし、各言語を十大方言もしくは七大方言として扱ってきた。
しかし、近年、タイ・カダイ語族、ミャオ・ヤオ諸語、オーストロアジア語族、オーストロネシア語族など近縁、近隣の言語集団との対照研究や考古学、人類学などとの学際的研究も進んだ結果、閩語、粤語、呉語など、かつて方言とされたものが、口頭言語としては互いに通じないばかりでなく、その違いが基層言語の違いであることも判明し、ゲルマン語派内の相互の違いに匹敵することから、単一言語ではなく、複数言語の集合体と考えるのが、海外の学者の間では一般的になった（王育徳、橋本萬太郎、諏訪哲郎、 Oi-kan Yue-Hashimoto, ジェリー・ノーマン、ポール・K・ベネディクトなど）。そしてこの集合体を漢語諸語（シナ諸語）という名前で呼ぶ場合もある。（百越語も参照）
この中で、閩語（広義の福建語）とその他の漢語諸語（中国語の方言）との隔たりは大きい。王育徳の研究 (1960) によれば、閩南語アモイ方言の場合では、スワデッシュの基礎単語200語で比較した場合、北京語との類似性（同源語）は 48.9% に過ぎず、これはドイツ語と英語の 58.5% よりも少ない、つまり遠い。また、呉語蘇州話とでは 51.40% 、広東語とでは 55.31% 、比較的近い客家語とでも 58.65% しか類似性はない。中華人民共和国の言語学者の研究（鄧曉華、李如龍、倪大白など）でも、漢語が単一の言語ではなく、特に広義の福建語がその中でも特異な性質を持っていることが指摘されている。
また、広義の福建語はさらに主に5方言に分かれ、他に明確に分類できない2方言グループがある。これらは、たとえ語彙が同じでも発音の差が大きく、一般に相互に通じないとされる。このため別々の言語とすることもある。
- 閩北語 - 建甌、松渓、政和、建陽、崇安など
- 閩東語 - 福州、福清、古田、福安、蛮講など
- 莆仙語 - 莆田、仙游など
- 閩南語 - 廈門、泉州、漳州、竜岩、潮州、雷州、海豊、海口、台湾など
- 閩中語 - 永安、三明、沙県など
- 大田土語、尤渓土語 - 大田、尤渓。上記5方言に囲まれた山間地域で、分類が困難。
- 閩贛語 - 邵武、光沢、将楽、泰寧、建寧。江西省の贛語との混合方言。さらに、順昌、明渓は、閩、贛、客家の三方言が混合した過渡的方言とされる。

閩南語は、福建省以外でも話されており、広東省の東部沿岸で話される潮州語、広東省西南部の雷州語（海南語、潮州語と近い）、海南省で話される海南語、浙江省南部で話される浙南閩語がある。
また、閩東語に属し、浙江省南部で話される蛮講などがある。
逆に、福建省西部の長汀、上杭、連城、武平、永定、寧化、清流などでは、客家語が用いられており、南平には北方方言の方言島がある。

## 歴史
福建は早い時期に百越族の七閩部落の地となった。春秋時代には越国に服属した。戦国時代後期には、越国が楚国に滅ぼされ、越国の王族は、逃げ延びた現在の福建省内で閩越国を建立した。その地の原住民と融合し、古代閩越語が形成された。これは現代のタイ・カダイ語族との間に一定の類縁関係があり、現代の閩語の各言語内には古代閩越語の語彙成分が保存されている。このことは言語学界の共通認識となっている。比較言語学的手法により、現代の閩語の底層語彙にタイ・カダイ語族の語彙が含まれていることが判明している。例えば、閩贛語（邵将語）の白読では、「人」（男性）を「倽」（「sa˨˨」または「ʃa˨˨」）と言うが、これはチワン語で同じ意味の単語「sai」に類似している。武夷山には「拿口」「拿坑」という地名があるが、この「拿」(ná)はタイ・カダイ語族では「田」の意味があり、チワン語の発音は「naz」となる。閩語・客家語・粵語（広東語）には「有音無字」（文字がなく音のみの単語）の語彙が大量に存在するが、これはタイ・カダイ語族から受け継がれて保存された底層語彙である。
紀元前110年、閩越国が漢の武帝に滅ぼされると、閩越族の人々は長江・淮河の一帯へと大量に移り住んで定住した。福建の地は空白地帯となり、漢王朝の軍駐屯地が置かれるのみとなった。この駐屯軍は主に広東の呉の人々と江西の楚の人々で構成されていたため、彼らの母語である古代呉語と古代楚語（古代湘語）が福建地方に持ち込まれ、閩越語の要素と融合して最終的に原始閩語が形成された。現代の閩語の各分支の常用語彙に、古代呉語と古代楚語の成分が多かれ少なかれ保存されているのは、この歴史的経緯によるものである。
西晋の末年に永嘉の乱（311年）が発生し、災禍を逃れた中原の漢民族が福建の地へと大量に移り住んだ。この結果、晋安郡では人口が激増し、歴史上、「八姓入閩」（漢族の代表的な八つの姓の人々が閩へ移入した）と呼ばれる現象が進行した。この移民たちは中原漢語の音素を豊富に持ち込み、唐の時代には、科挙制度の影響から、切韻の音韻体系が福建にもたらされた。唐末の五代十国時代（907年-979年）になると、歴史上重要な中原人の移動の波が福建を襲った。すでに669年には陳政・陳元光の父子が軍を率いて河南の固始県の地から福建に攻め入り、漳州を分離・独立させ、閩南（福建南部）での発展の礎を築いていたが、唐末の9世紀後半、固始県の王潮と王審知（初代閩王）が軍を率いて福建に攻め入ると、909年に福州（閩東）に閩国が建立され、40年余り割拠した(945年まで)。閩国の末期には、最後の閩王・王延政が閩北の建州（現在の南平市、建甌市）を占領し、殷王と称して自立し、福州（閩東）の閩国と対等の地位を築いた。これらの歴史的・政治的事象が閩語の歴史上、重大にして深甚な影響を及ぼした。
閩語支の主な通用地域である福建地区は山が多く、交通は不便で、「十里不同音」（10里離れると言語が違う）と呼ばれていた。閩語の祖語である原始閩語は、上古漢語、もしくは、中古漢語から分化したものであるが、これは巴蜀語（絶滅した四川の言語）の形成過程と非常によく似ている。原始閩語がいつの時代から分化を開始し、相互の意思疎通が不可能なまでに分かれたのかは、現代の言語学界でも大きな論争のテーマとなっている。『集韻』の言語音の分析によれば、閩語が分化を開始した時期は宋朝の初年よりも前であり、当時すでに、建州（閩北）、福州（閩東）、泉州（閩南）の三つの地方の方言には明瞭な差異が発生していた。言語学者の李如龍は、閩語各言語の分化の時期は唐末の五代の時代であるとしている。
この後の時代には、たびたび戦争が発生して人口の大規模な移転があったため、とりわけ閩北語の使用地域（建州）では大きな変化が見られた。呉語の話者が移り住んだ閩北の浦城県では言語の呉語化が進んだ。贛語の話者が移り住んだ邵武軍（現在の邵武・将楽の一帯）では客語化と贛語化が進行した。閩南人が客家人とともに移り住んだ沙渓の一帯では、その言語が閩北語と接触して閩中語を形成した。興化府の地域（現在の莆田市）は省の中心地・福州（閩東）との交通往来が活発だったため、その土地の閩東語の要素を大幅に吸収して莆仙語を形成した。このようにして閩東・閩南・閩北・閩中・莆仙の5つの地域の違いが徐々に際立つようになり、それぞれに独自の特徴を持つ言語が形成されていった。
明・清の時代には、大量の閩南人が船に乗って浙江南部、広東南部、海南島、台湾にまで移住したため、閩南語が沿海地方の各地にまで伝播し、その各地で現在見られる各地域の言語状況が形成されるに至った。また、少なからず福建人移民が海外の東南アジアなどに移民として移り住んだため、東南アジア諸国に閩語の各分支を話す人々が相当数に渡って広がる結果となった。

## 差異
閩地方（福建地方）のうちで、北部（閩北）では古来、「十里不同音」と呼ばれていたように、山を一つ隔てれば相互に対話できなくなるほど言語の違いが大きかったが、沿海地方では、交通が便利で交流が活発だったことと、官話の影響を受けたことから、相互理解の程度はかなり高い。
閩南地区の泉州・廈門・漳州・台湾で使用される「泉漳話」（泉漳語）は、東南アジアの閩南語（閩台片）と意思疎通が可能であり、潮汕地区の潮州話（閩南語の一分支）との間でも、一定程度の相互理解が可能である。使用人口が非常に多い上に分布の範囲も広大な地域に及ぶため、その影響力も閩語の分支のうちではひときわ大きなものとなっている。
福州話（福州語、閩東語）は福州（福州の十邑）と海外（東南アジア、日本、北米）の福州人コミュニティーの間で意思疎通が可能な他、近隣の福安話に対しても一定程度の類似性があるものの、閩南語とは相互理解が不可能である。 

## 発音
各地の方言の発音を構成する要素の数には下記のような違いがある。
| 音素   | 閩語(広義の福建語) | 閩語(広義の福建語) | 閩語(広義の福建語) | 閩語(広義の福建語) | 閩語(広義の福建語) | 閩語(広義の福建語) | 閩語(広義の福建語) | 閩語(広義の福建語) | 閩語(広義の福建語) | 贛語 (南昌) | 客家語 (梅州) | 広東語 (広州) | 北京語 (北京) |
| 音素   | 閩東語 (福州)      | 莆仙語 (莆田)      | (広義の)閩南語     | (広義の)閩南語     | (広義の)閩南語     | 閩北語 (建甌)      | 閩中語 (永安)      | 大田土語 (大田)    | 閩贛語 (邵武)      | 贛語 (南昌) | 客家語 (梅州) | 広東語 (広州) | 北京語 (北京) |
| 音素   | 閩東語 (福州)      | 莆仙語 (莆田)      | 閩南語 (泉州)      | 潮州語 (汕頭)      | 海南語 (海口)      | 閩北語 (建甌)      | 閩中語 (永安)      | 大田土語 (大田)    | 閩贛語 (邵武)      | 贛語 (南昌) | 客家語 (梅州) | 広東語 (広州) | 北京語 (北京) |
| ------ | ------------------ | ------------------ | ------------------ | ------------------ | ------------------ | ------------------ | ------------------ | ------------------ | ------------------ | ----------- | ------------- | ------------- | ------------- |
| 声母数 | 15                 | 15                 | 14                 | 18                 | 16                 | 17                 | 15                 | 15                 | 20                 | 19          | 18            | 18            | 22            |
| 韻母数 | 46                 | 40                 | 76                 | 85                 | 46                 | 41                 | 34                 | 36                 | 46                 | 65          | 76            | 68            | 40            |
| 声調数 | 7                  | 8                  | 7                  | 8                  | 8                  | 6                  | 6                  | 7                  | 6                  | 7           | 6             | 9             | 4             |

## 語彙
発音の差を除いても、下記の例の様な語彙の差が多くみられ、意思疎通の障害となっている。
| 類型               | シナ語派(広義の中国語) | シナ語派(広義の中国語) | シナ語派(広義の中国語) | シナ語派(広義の中国語) | シナ語派(広義の中国語) | シナ語派(広義の中国語) | シナ語派(広義の中国語) | シナ語派(広義の中国語) | シナ語派(広義の中国語) | シナ語派(広義の中国語) | シナ語派(広義の中国語) | 日本語 (東京) |
| 類型               | 閩語(広義の福建語)     | 閩語(広義の福建語)     | 閩語(広義の福建語)     | 閩語(広義の福建語)     | 閩語(広義の福建語)     | 閩語(広義の福建語)     | 閩語(広義の福建語)     | 贛語 (南昌)            | 客家語 (梅州)          | 広東語 (広州)          | 北京語 (北京)          | 日本語 (東京) |
| 類型               | 閩東語 (福州)          | 莆仙語 (莆田)          | (広義の)閩南語         | (広義の)閩南語         | (広義の)閩南語         | 閩北語 (建甌)          | 閩中語 (永安)          | 贛語 (南昌)            | 客家語 (梅州)          | 広東語 (広州)          | 北京語 (北京)          | 日本語 (東京) |
| 類型               | 閩東語 (福州)          | 莆仙語 (莆田)          | 閩南語 (泉州)          | 潮州語 (汕頭)          | 海南語 (海口)          | 閩北語 (建甌)          | 閩中語 (永安)          | 贛語 (南昌)            | 客家語 (梅州)          | 広東語 (広州)          | 北京語 (北京)          | 日本語 (東京) |
| ------------------ | ---------------------- | ---------------------- | ---------------------- | ---------------------- | ---------------------- | ---------------------- | ---------------------- | ---------------------- | ---------------------- | ---------------------- | ---------------------- | ------------- |
| 全語共通           | 馬                     | 馬                     | 馬                     | 馬                     | 馬                     | 馬                     | 馬                     | 馬                     | 馬                     | 馬                     | 馬                     | 馬            |
| 全語共通           | 漢字                   | 漢字                   | 漢字                   | 漢字                   | 漢字                   | 漢字                   | 漢字                   | 漢字                   | 漢字                   | 漢字                   | 漢字                   | 漢字          |
| 閩語共通           | 鼎                     | 鼎                     | 鼎                     | 鼎                     | 鼎                     | 鼎                     | 鼎                     | 鑊 鼎罐                | 鑊頭                   | 鑊                     | 鍋                     | (中華)鍋      |
| 閩語・日本語共通   | 箸                     | 箸                     | 箸                     | 箸                     | 箸                     | 箸                     | 箸                     | 筷子                   | 筷只 箸只              | 筷子                   | 筷子                   | 箸            |
| 閩語・日本語共通   | 鷄卵                   | 鷄卵                   | 鷄卵                   | 鷄卵                   | 鷄卵                   | 鷄卵                   | 鷄卵                   | 鷄蛋                   | 鷄卵                   | 鷄蛋、鷄春             | 鷄蛋、鷄子兒           | 鶏卵          |
| 内陸部・客家語共通 | 犬姆                   | 狗母                   | 狗母                   | 狗母                   | 狗母                   | 狗嫲                   | 狗嫲                   | 狗婆                   | 狗嫲                   | 狗乸                   | 母狗                   | 雌犬          |
| 内陸部・客家語共通 | 稻(粙)                 | 稻(粙)                 | 稻(粙) 稻子(粙仔)      | 稻(粙)                 | 稻(粙)                 | 早子                   | 禾                     | 禾                     | 禾                     | 禾                     | 稻子                   | 稲            |
| 各語特有           | 汝各儂                 | 汝輩                   | 恁 您                  | 恁 您                  | 汝儂                   | 你夥人                 | 汝儕                   | 你俚                   | 你等人                 | 你哋、妳哋             | 你們                   | 貴方達        |
| 各語特有           | 琵琶兜壁               | 鳥翕                   | 蜜婆                   | 蜜婆                   | 飛鼠 佛鼠              | 比婆                   | 卑婆燕                 | 檐老鼠                 | 帛婆仔                 | 飛鼠 蝠鼠              | 蝙蝠                   | 蝙蝠          |
| 各語特有           | 明旦                   | 逢早                   | 明旦日 明仔再          | 明起、明日             | 旦白                   | 明朝                   | 明朝                   | 明日                   | 天光日 晨朝日          | 聽日 聽朝              | 明天 明兒              | 明日          |